# Dresden (Nova York)
Dresden és una població dels Estats Units a l'estat de Nova York. Segons el cens del 2000 tenia 307 habitants.

## Demografia
Segons el cens del 2000, Dresden tenia 307 habitants, 116 habitatges, i 78 famílies. La densitat de població era de 382,4 habitants/km².
Dels 116 habitatges en un 28,4% hi vivien nens de menys de 18 anys, en un 56% hi vivien parelles casades, en un 5,2% dones solteres, i en un 31,9% no eren unitats familiars. En el 23,3% dels habitatges hi vivien persones soles el 12,1% de les quals corresponia a persones de 65 anys o més que vivien soles. El nombre mitjà de persones vivint en cada habitatge era de 2,58 i el nombre mitjà de persones que vivien en cada família era de 2,92.
Per edats la població es repartia de la següent manera: un 21,5% tenia menys de 18 anys, un 8,5% entre 18 i 24, un 22,8% entre 25 i 44, un 30,9% de 45 a 60 i un 16,3% 65 anys o més.
L'edat mediana era de 43 anys. Per cada 100 dones de 18 o més anys hi havia 99,2 homes.
La renda mediana per habitatge era de 42.500 $ i la renda mediana per família de 40.208 $. Els homes tenien una renda mediana de 31.875 $ mentre que les dones 24.375 $. La renda per capita de la població era de 18.207 $. Entorn del 4,8% de les famílies i el 5,7% de la població estaven per davall del llindar de pobresa.